# Helène Aylon
Helène Aylon (nacida Greenfield; 4 de febrero de 1931 - 6 de abril de 2020) fue una artista estadounidense multimedia y ecofeminista. Su trabajo se puede dividir en tres fases: arte procesual (1970), arte antinuclear (1980) y The Gd Project (1990 y principios de 2000), un comentario feminista sobre la Biblia hebrea y otras tradiciones establecidas. En 2012, Aylon publicó Lo que está contenido debe ser lanzado: Mi niñez judía ortodoxa, Mi vida como artista feminista. 

## Temprana edad y educación
Aylon nació en Brooklyn, Nueva York. Mientras vivía allí, recibió una educación judía ortodoxa; hablaba hebreo con fluidez. Asistió a la escuela primaria en Shulamith School for Girls y su educación secundaria fue en Midrasha; sin embargo, originalmente quería asistir a la High School of Music and Art en Manhattan. Mientras asistía a la escuela secundaria, se comprometió con un estudiante rabínico llamado Mandel H. Fisch (n. 1926); se casaron en 1949. Se mudó de inmediato a Montreal, donde su esposo fue rabino. Después de dos años, dio a luz a un hijo, Nathaniel Fisch, seguido de una hija, Renee Emunah. La pareja regresó a Brooklyn mientras Aylon estaba embarazada de su segundo hijo. Mandel Fisch fue diagnosticado con cáncer en 1956 y murió cinco años después; Aylon tenía 30.
Antes de la muerte de su esposo, se matriculó como estudiante de arte en el Brooklyn College, donde estudió con Ad Reinhardt. Después de terminar la universidad, se le encargó pintar un mural para el centro de empleo juvenil en el vecindario de Bedford-Stuyvesant en Brooklyn. Cuando la fotografiaron para un artículo periodístico, dijo que su nombre era Helène Aylon, en el que usaba el equivalente hebreo de su primer nombre como apellido. Posteriormente enseñó en la Universidad Estatal de San Francisco y en el Colegio de Artes y Oficios de California en Oakland.
El primer trabajo notable de Aylon, Rauch (Spirit, Wind, Breath) (1965), fue un mural de 16 pies, encargado para la ahora desaparecida Biblioteca de la Sinagoga en el Aeropuerto Internacional JFK, que intentó retratar el judaísmo a través de los ojos de las mujeres.

## Arte procesual
La primera exploración de Aylon del arte procesual se realizó en California en la década de 1970. Creó una serie llamada Paintings That Change (1974–77), que incluía Verter alquitrán, Límites a la deriva, Beige retroceso y Óvalo en el borde izquierdo . Todos los trabajos consistieron en óleo sobre papel que se transformaría lentamente a medida que el petróleo se movía, dependiendo del azar. En 1978, comenzó a trabajar en una serie llamada The Breakings, para la cual vertió aceite de linaza en grandes paneles que colocó en el piso del estudio y permitió que el aceite formara una piel gruesa. A continuación, inclinó los paneles para que la gravedad hiciera que el aceite formara un saco debajo de la superficie, que posteriormente se dejó romper, nuevamente dependiente en gran medida del azar. Como resultado, el trabajo parecía completamente diferente de lo que apareció originalmente. Aylon describió este trabajo como "un proceso artístico muy húmedo y orgásmico". En 1970 y 1972, se presentó en la Galería Max Hutchinson en SoHo; en 1975 y 1979, sus Pinturas que cambian en el tiempo se exhibieron en la Galería Betty Parsons, la Galería Susan Caldwell, el MIT y el Museo de Oakland. 

## Arte antinuclear y eco-activista

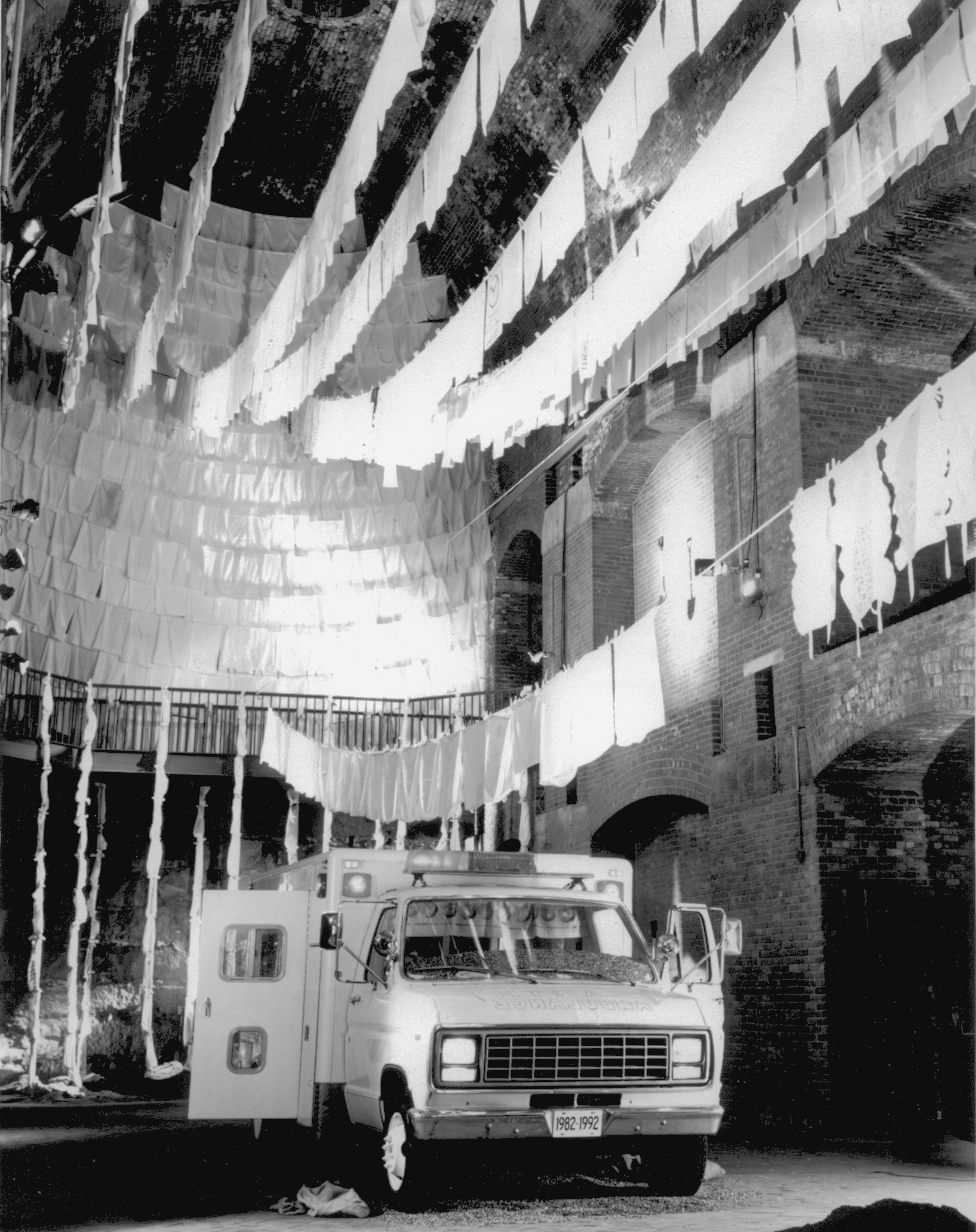
Earth Ambulance

En la década de 1980, se describía a sí misma como eco-feminista. Comenzó a crear arte antinuclear y eco-activista, que incluía Earth Ambulance. Este trabajo consistió en una "ambulancia" (una camioneta U-Haul convertida) que simbolizaba un intento de salvar al mundo de la guerra nuclear. Usando la Earth Ambulance, recogió tierra de las bases nucleares del Comando Aéreo Estratégico, minas de uranio y reactores nucleares de todo Estados Unidos. Metió la tierra en fundas de almohadas y las usó en una manifestación en las Naciones Unidas durante la Segunda Sesión Especial sobre Desarme Nuclear el 12 de junio de 1982. Frente a un grupo de espectadores, las fundas de las almohadas fueron llevadas por las escaleras del parque Ralph Bunche en camillas del ejército. En 1992, para celebrar el final de la Guerra Fría, instaló una ambulancia llena de semillas en Brooklyn Bridge Anchorage, un espacio alternativo en la ciudad de Nueva York. Fundas de almohadas de proyectos anteriores fueron colgadas alrededor de la instalación. Para su posterior Puente de los Nudos, Aylon creó cadenas de fundas de almohadas anudadas, inscritas con sueños y pesadillas sobre la guerra nuclear, que se colocaron alrededor de las fachadas del Museo de Arte de Knoxville en 1993, el Museo de Arte de Berkeley en 1995 y el Museo de la Universidad Americana en 2006.
En 1985, viajó a Japón para conmemorar el 40 aniversario del bombardeo atómico de Hiroshima y Nagasaki. Se enviaron sacos flotantes de semillas, granos, vainas y bambú río abajo hacia esas dos ciudades. En 1995, el video de Aylon de los "dos sacos en ruta" a Hiroshima y Nagasaki se mostró en el Sony Jumbotron en Times Square. 

## The G-d Project
Después de la muerte de su esposo en 1961, comenzó a desarrollar una idea de judaísmo reformado que rechazó las nociones patriarcales en los Cinco Libros de Moisés. En la década de 1990, comenzó a trabajar en The Gd Project, un proyecto de nueve partes que abarcó dos décadas. El primer trabajo en el proyecto, La liberación de Di-s, contiene los cinco libros de Moisés, en inglés y hebreo, que se sientan en soportes cubiertos de terciopelo. Cada página está cubierta de pergamino translúcido. El sonido de pasar las páginas de pergamino fue grabado y reproducido en un bucle mientras el trabajo estaba en exhibición. Colocó las 54 secciones de la Torá en estantes de vidrio a lo largo de una pared, adyacente a los cinco libros de Moisés, y usó un marcador rosado para marcar frases que, según ella, transmiten actitudes patriarcales. También apuntó palabras o frases que transmitían una sensación de venganza, engaño, crueldad y misoginia que habían sido falsamente atribuidas a Dios. La obra se exhibió por primera vez en ¿Demasiado judío? Desafiando las identidades tradicionales en el Museo de Arte Armand Hammer en marzo de 1996. Durante la exposición, invitó formalmente a los rabinos del área a visitar y discutir su trabajo.
En 1997, completó The Women's Section, el segundo trabajo en The Gd Project, que está dedicado a mujeres cuyos maridos separados no les otorgan un divorcio religioso, lo que les hace imposible volverse a casar. Se incluyen textos de la Torá que hablan de la "impureza" y "virginidad" de las mujeres. 
En 1998, creó el tercer trabajo de la serie, My Notebooks, que consta de 54 cuadernos en blanco de 8.5 × 11″ que forman un grupo de columnas. Los cuadernos cerrados, con sus tapas oscuras, forman columnas negras; Los cuadernos abiertos forman columnas blancas. Se proyecta una transparencia de las fotografías de Aylon de una escuela de niñas judías en los cuadernos. El trabajo está "dedicado a la señora Rashi y a la Sra. Maimónides, porque seguramente tienen algo que decir "y pretendía ser una declaración sobre la falta de estudios y participación de las mujeres en la educación". También alude a las maestras de la escuela de mujeres de Aylon, que solo podían enseñar comentarios de rabinos masculinos.
En 1999, creó Epilogue: Alone With My Mother, el cuarto trabajo de la serie. Este trabajo presenta un nicho de siete pies de ancho con un banco, frente a un soporte con dos Biblias abiertas fijadas de una manera que impide que se cierren. En las Biblias se destacan las bendiciones y maldiciones de los últimos capítulos de Deuteronomio. También hay una conversación grabada entre Aylon y su madre para acompañar la instalación, y la instalación está dedicada a su madre. 
En 1999, creó My Bridal Chamber: My Marriage Contract, el quinto trabajo de la serie. Es una cama simple cubierta con una colcha blanca que Aylon construyó con pañuelos y un dosel de boda. Alrededor hay cuatro columnas con proyecciones superpuestas de fotografías que muestran a la artista en su vestido de novia. Detrás de la cabecera, escribió citas de Levítico sobre la "inmundicia" e "impureza" de las mujeres. El trabajo estaba destinado a ser un comentario sobre las restricciones matrimoniales y religiosas que sienten las mujeres.
También creó My Bridal Chamber: My Marriage Bed / My Clean Days (2000 - 2001), el sexto trabajo de la serie. En este trabajo, proyectó imágenes cambiantes en una sábana blanca para representar la impureza menstrual, mientras que una cascada de grabaciones de voz contó los tiempos de espera entre períodos y baños rituales.
En 2002, completó The Partition Is in Place, But the Service Can't Begin, el séptimo trabajo de la serie. En este trabajo hay un muro hecho de tzitzit y grandes fotocopias del Muro de los Lamentos. El trabajo es un comentario sobre la segregación de adoradores masculinos y femeninos en la sinagoga ortodoxa y en el Muro de los Lamentos. Como señaló Aylon, "El material que pensé apropiado para la Partición que separa a los adoradores masculinos y femeninos está hecho del atuendo ritual que usan los hombres religiosos. Pero si hubiera nueve adoradores masculinos y mil adoradoras, el servicio no podría comenzar porque requiere la presencia de diez hombres".
También creó Wrestlers (1980, 2005), el octavo trabajo de la serie. Cuenta con fotografías de paisajes a gran escala consigo misma como una pequeña figura en ellas, en busca de antepasados. En 2005, "agregó otra capa de significado a Wrestlers al centrarse en una madre de lucha en particular, la esposa de Lot, y le di un nombre". Ese nombre era Hashemshela, que según Aylon significa "su nombre" en hebreo. Dedicó Wrestlers a Ana Mendieta. 
El noveno y último trabajo en The Gd Project de Aylon es All Rise (2007), un tribunal feminista imaginado donde las mujeres que han sido prohibidas en un Beit Din, el tribunal de justicia judío, ahora pueden juzgar. En el trabajo, una plataforma arbolada con tres escalones sostiene tres sillas con tzitzit colgando de ellas, flanqueadas por dos banderas de funda de almohada rosadas y tres letreros con rayas rosadas que dicen "In Gd We Trust". El banco de un peticionario se enfrenta a la apuesta. "Solicito la apuesta tradicional de tres hombres para incluir a las mujeres como jueces", declaró Aylon, y agregó: "Pienso en mi trabajo como un 'rescate' de la Tierra y Dios y las mujeres, todos atrapados en designaciones patriarcales". 

## Muerte
Aylon murió de complicaciones de COVID-19 causado por el virus del SARS-CoV-2 durante la pandemia de enfermedad por coronavirus el 6 de abril de 2020.

## Colecciones públicas y reconocimiento
El trabajo de Aylon se encuentra en las colecciones permanentes del Museo Whitney, el Museo de Arte Moderno, el Museo de Arte Moderno de San Francisco y el Museo Judío. Recibió subvenciones de National Endowment for the Arts, Pollock-Krasner Foundation, New York State Council for the Arts y New York Foundation for the Arts. 

## Premios
- 2016: Women's Caucus for Art Lifetime Achievement Award[29]